# Basílica Emília
Basílica Emília (em latim: Basilica Aemilia) era uma basílica civil localizada no Fórum Romano. Atualmente, apenas a fundação e alguns elementos reconstruídos são visíveis no local. Ela tinha 100 metros de comprimento e cerca de 30 metros de largura. Ao longo das laterais, havia duas ordens de dezesseis arcos e havia três entradas para o edifício.

## História

### Edifício original
A nova basílica foi construída no local onde ficavam tabernas de açougueiros (em latim: tabernae lanienae) do século V a.C. e as chamadas tabernae argentariae, do século IV a.C., onde ficavam os "banqueiros" da cidade e que foram, depois de um incêndio, rebatizadas de "tabernas novas" (tabernae novae). No local haviam duas fileiras de lojas. Uma primeira basílica já havia sido construída atrás das tabernae argentariae entre 210 e 195-191 a.C., data em que ela foi mencionada por Plauto. Estudos arqueológicos demonstraram que esta basílica tinha três naves com piso de tufo de Monteverde, um pórtico que se abria para o Fórum Piscatório no fundo e um macelo ("mercado"), este último na área que depois seria ocupada pelo Fórum de Nerva.

### Basílica Fúlvia-Emília
Esta basílica foi construída em 179 a.C. pelo censor Marco Fúlvio Nobilior com o nome de Basílica Fúlvia. Depois de sua morte, seu colega, Marco Emílio Lépido, completou a obra. Depois disto, ela foi frequentemente reformada e redecorada por membros da gente Emília, o que deu ao edifício seu nome.

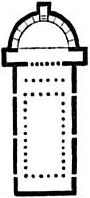
Diagrama da Basílica Emília.

Em 78 a.C., o cônsul Marco Emílio Lépido decorou o edifício com diversos escudos (em latim: clipei), o que foi comemorado numa moeda cunhada em 61 a.C. pelo seu filho, o triúnviro Marco Emílio Lépido.
Contudo, alguns estudiosos afirmam que Basílica Emília e a Basílica Fúlvia seriam edifícios diferentes.

### Basílica Paula
Um novo edifício substituiu a Basílica Fúlvia em 55 a.C., construído por Lúcio Emílio Lépido Paulo e inaugurado pelo filho dele em 34 a.C.. Com linhas similares ao anterior, ele era menos extenso e contava com uma segunda nave no lugar do pórtico nos fundos. As colunas na nave central, em mármore africano, tinham capitéis coríntios com frisos recontando a história da República Romana. As colunas na segunda nave eram de mármore cipolino também com capitéis coríntios enquanto que as colunas exteriores tinham capitéis jônicos.
Em 14 a.C., depois de um incêndio, Augusto restaurou o edifício, que foi muito danificado. Na ocasião, as tabernas que ficavam na frente do edifício na direção da praça do Fórum Romano e o pórtico nos fundos foram totalmente reconstruídos. Este último foi rededicado aos dois netos do imperador com o nome de Pórtico de Caio e Lúcio César. Ele contava com duas ordems de arcadas com pilastras e semicolunas dóricas. Os dois andares superiores da basílica foram totalmente reconstruídos e sobre a ordem superior, um ático foi construído e decorado com elementos de tema vegetal e estátuas de bárbaros.
A basílica foi restaurada novamente em 22 d.C.. Na comemoração de seu 200º aniversário, a Basílica foi considerada por Plínio, o Velho, como um dos mais belos de Roma. Era um local para a realização de negócios e, no Pórtico de Caio e Lúcio César, entre o salão principal e o Fórum, estavam as "tabernas novas".
O telhado de madeira, as tabernas e a fachada da basílica foram completamente destruídos pelo fogo quando Roma foi saqueada por Alarico. No piso de mármore colorido ainda são visíveis as manchas verdes das moedas de bronze do início do século V derretidas neste incêndio. A basílica foi reconstruída depois com o acréscimo de um novo andar. A parte central da varanda na fachada foi substituída por um pórtico com colunas de granito rosa por volta de 420. Três destas colunas foram reconstruídas depois das escavações e ainda são visíveis no lado leste das ruínas, perto do Templo de Antonino e Faustina. Um terremoto em 847 provocou o colapso final do que ainda restava do edifício e as ruínas passaram a servir de fonte de material de construção. Ruínas mais significativas ainda eram visíveis no Renascimento, mas seus restos foram utilizados na construção do Palazzo Giraud-Torlonia.

## Planimetrias

### Fóruns imperiais
| Planimetria dos fóruns imperiais de Roma |
| --- |
| Pórtico Curvo Pórtico Purpúreo Secretaria do Senado Plano de Mármore Templo da Via Sacra Biblioteca Vico Cúprio Arco de Trajano Arco de Druso Arco de Gêrmanico Pórtico Absidado Quadriga Estátua equestre Fórum de Trajano Mercado de Trajano Biblioteca Úlpia Coluna de Trajano Basílica Úlpia Basílica Argentária Templo de Marte Vingador Templo de Minerva Templo da Paz Fórum de César Templo da Vênus Genetrix Átrio da Liberdade Estátua equestre Fórum Romano Cúria Júlia Basílica Emília Subura Fórum de Nerva Fórum de Augusto Fórum da Paz |